# GP西フランス・プルエー2012
GP西フランス・プルエー2012は、GP西フランス・プルエーの76回目のレース。2012年8月26日に行われた。

## 参加チーム

### UCIプロチーム
| チーム名                                | 国籍           | コード |
| --------------------------------------- | -------------- | ------ |
| AG2R・ラ・モンディアル                  | フランス       | ALM    |
| アスタナ                                | カザフスタン   | AST    |
| BMC・レーシングチーム                   | アメリカ合衆国 | BMC    |
| エウスカルテル・エウスカディ            | スペイン       | EUS    |
| FDJ・ビッグマット                       | フランス       | FDJ    |
| ガーミン・シャープ                      | アメリカ合衆国 | GRS    |
| グリーンエッジ                          | オーストラリア | GEC    |
| チーム・カチューシャ                    | ロシア         | KAT    |
| ランプレ・ISD                           | イタリア       | LAM    |
| リクイガス・キャノンデール              | イタリア       | LIQ    |
| ロット・ベリソル                        | ベルギー       | LTB    |
| モビスター・チーム                      | スペイン       | MOV    |
| オメガファーマ・クイックステップ        | ベルギー       | OPQ    |
| ラボバンク                              | オランダ       | RAB    |
| レディオシャック・ニッサン・トレック    | ルクセンブルク | RNT    |
| チーム・サクソバンク - ティンコフバンク | デンマーク     | STB    |
| チーム・スカイ                          | イギリス       | SKY    |
| ヴァカンソレイユ・DCM                   | オランダ       | VCD    |

### 招待チーム
- アルゴス・シマノ （ オランダ・ARG）
- ブルターニュ・シュラー（ フランス・BSC）
- コフィディス（ フランス・COF）
- チーム・ヨーロッパカー（ フランス・EUC）
- ファルネーゼ・ヴィーニ - セッレ・イターリア（ イギリス・FAR）
- ソル・ソジャスュン（ フランス・SAU）

## 成績
- プルエイ 253km[1][2]

| 順位 | 選手名                           | 国籍           | チーム                                  | 時間          |
| ---- | -------------------------------- | -------------- | --------------------------------------- | ------------- |
| 1    | エドヴァルド・ボアソン・ハーゲン | ノルウェー     | チーム・スカイ                          | 5時間55分28秒 |
| 2    | ルイ・コスタ                     | ポルトガル     | モビスター・チーム                      | +05秒         |
| 3    | ハインリヒ・ハウスラー           | オーストラリア | ガーミン・シャープ                      | 同            |
| 4    | マシュー・ゴス                   | オーストラリア | オリカ・グリーンエッジ                  | 同            |
| 5    | ユルヘン・ルラントス             | ベルギー       | ロット・ベリソル                        | 同            |
| 6    | マルコ・マルカート               | イタリア       | ヴァカンソレイユ・DCM                   | 同            |
| 7    | ジャコーモ・ニッツォーロ         | イタリア       | レディオシャック・ニッサン              | 同            |
| 8    | ボルト・ボジチュ                 | スロベニア     | アスタナ                                | 同            |
| 9    | サミュエル・デュムラン           | フランス       | コフィディス                            | 同            |
| 10   | ルカ・パオリーニ                 | イタリア       | チーム・カチューシャ                    | 同            |
| 27   | 新城幸也                         | 日本           | チーム・ヨーロッパカー                  | +05秒         |
| DNF  | 宮澤崇史                         | 日本           | チーム・サクソバンク - ティンコフバンク |               |